# Neighborhoods
Neighborhoods is het zesde studioalbum van de Amerikaanse band Blink-182. Het werd op 27 september 2011 wereldwijd uitgebracht in een gewone editie en deluxe editie. Op 14 september lekte het album uit op het internet. 

## Tracklist
Alle muziek en teksten zijn geschreven door Mark Hoppus, Tom DeLonge, en Travis Barker. 
| 1.                 | Ghost on the Dance Floor | 4:17 |
| 2.                 | Natives                  | 3:55 |
| 3.                 | Up All Night             | 3:20 |
| 4.                 | After Midnight           | 3:25 |
| 5.                 | Heart's All Gone         | 3:15 |
| 6.                 | Wishing Well             | 3:20 |
| 7.                 | Kaleidoscope             | 3:52 |
| 8.                 | This Is Home             | 2:46 |
| 9.                 | MH 4.18.2011             | 3:27 |
| 10.                | Love Is Dangerous        | 4:27 |
| Totale duur: 36:34 |                          |      |

| 1.                 | Ghost on the Dance Floor     | 4:17 |
| 2.                 | Natives                      | 3:55 |
| 3.                 | Up All Night                 | 3:20 |
| 4.                 | After Midnight               | 3:25 |
| 5.                 | Snake Charmer                | 4:27 |
| 6.                 | Heart's All Gone (interlude) | 2:02 |
| 7.                 | Heart's All Gone             | 3:15 |
| 8.                 | Wishing Well                 | 3:20 |
| 9.                 | Kaleidoscope                 | 3:52 |
| 10.                | This Is Home                 | 2:46 |
| 11.                | MH 4.18.2011                 | 3:27 |
| 12.                | Love Is Dangerous            | 4:27 |
| 13.                | Fighting the Gravity         | 3:42 |
| 14.                | Even If She Falls            | 3:00 |
| Totale duur: 49:10 |                              |      |

## Hitnotering

### NederlandseAlbum Top 100
| Hitnotering: 01-10-2011 | Hitnotering: 01-10-2011 | Hitnotering: 01-10-2011 |
| Week:                   | 1                       |                         |
| ----------------------- | ----------------------- | ----------------------- |
| Positie:                | 58                      | uit                     |

### VlaamseUltratop 100Albums
| Hitnotering: 01-10-2011 t/m 29-10-2011 | Hitnotering: 01-10-2011 t/m 29-10-2011 | Hitnotering: 01-10-2011 t/m 29-10-2011 | Hitnotering: 01-10-2011 t/m 29-10-2011 | Hitnotering: 01-10-2011 t/m 29-10-2011 | Hitnotering: 01-10-2011 t/m 29-10-2011 | Hitnotering: 01-10-2011 t/m 29-10-2011 |
| Week:                                  | 1                                      | 2                                      | 3                                      | 4                                      | 5                                      |                                        |
| -------------------------------------- | -------------------------------------- | -------------------------------------- | -------------------------------------- | -------------------------------------- | -------------------------------------- | -------------------------------------- |
| Positie:                               | 100                                    | 21                                     | 81                                     | 95                                     | 98                                     | uit                                    |